# Enzo Jannacci
Enzo Jannacci, född 3 juni 1935 i Milano, död 29 mars 2013 i Milano, var en italiensk musiker, sångare, låtskrivare, skådespelare och italienska författare.

## Diskografi
- 1964 – La Milano di Enzo Jannacci (Jolly LPJ 5037)
- 1965 – Enzo Jannacci in teatro (live Jolly LPJ 5043)
- 1966 – Sei minuti all'alba (Jolly LPJ 5071)
- 1968 – Vengo anch'io. No, tu no (ARC ALPS 11007)
- 1968 – Le canzoni di Enzo Jannacci (Dischi Ricordi MRP 9050
- 1970 – La mia gente (ARC ALPS 11021)
- 1972 – Giorgio Gaber e Enzo Jannacci (Family)
- 1972 – Jannacci Enzo (RCA Italiana, PSL 10539)
- 1975 – Quelli che... (Ultima Spiaggia, ZLUS 55180)
- 1976 – O vivere o ridere (Ultima Spiaggia, ZLUS 55189)
- 1977 – Secondo te...Che gusto c'è? (Ultima Spiaggia, ZPLS 34027)
- 1979 – Fotoricordo (Ultima Spiaggia, ZPLS 34075)
- 1980 – Ci vuole orecchio (Dischi Ricordi SMRL 6266)
- 1980 – Nuove registrazioni (Dischi Ricordi-Orizzonte ORL 8430)
- 1981 – E allora...Concerto (Dischi Ricordi SMRL 6282)
- 1983 – Discogreve (Dischi Ricordi SMRL 6302)
- 1983 – Ja-Ga Brothers (CGD)
- 1985 – L'importante (DDD)
- 1987 – Parlare con i limoni (DDD)
- 1989 – Se me lo dicevi prima e altri successi (DDD)
- 1989 – 30 anni senza andare fuori tempo (live, DDD)
- 1991 – Guarda la fotografia (DDD)
- 1994 – I soliti accordi (DDD)
- 1998 – Quando un musicista ride
- 2001 – Come gli aeroplani
- 2003 – L'uomo a metà
- 2005 – Milano 3 June 2005
- 2006 – The Best 2006
- 2013 - L'Artista

## Filmografi
- 1964 - La vita agra
- 1967 - Quando dico che ti amo
- 1970 - Le coppie
- 1972 - Audiensen
- 1982 - Il mondo nuovo
- 1983 - Scherzo del destino in agguato dietro l'angolo come un brigante da strada
- 1997 - Figurine
- 2010 - La bellezza del somaro